# Reginald VelJohnson
Reginald VelJohnson, född 16 augusti 1952 i Queens i New York, är en amerikansk skådespelare.
Han har bland annat blivit känd för sin roll som familjepappan och polisen Carl Winslow i TV-serien Räkna med bråk, och för sina roller som olika poliser i Ghostbusters (1984),  Die Hard (1988) och Turner & Hooch (1989).